# Бреєшть (комуна, Ясси)
Бреєшть, Бреєшті (рум. Brăești) — комуна у повіті Ясси в Румунії. До складу комуни входять такі села (дані про населення за 2002 рік):
- Албешть (432 особи)
- Бреєшть (1179 осіб)
- Буда (298 осіб)
- Крістешть (1058 осіб)
- Редіу (298 осіб)

Комуна розташована на відстані 312 км на північ від Бухареста, 36 км на захід від Ясс.

## Населення
За даними перепису населення 2002 року у комуні проживали 3265 осіб. Усі жителі комуни рідною мовою назвали румунську.
Національний склад населення комуни:
| Національність | Кількість осіб | Відсоток |
| -------------- | -------------- | -------- |
| румуни         | 3264           | > 99,9%  |
| угорці         | 1              | < 0,1%   |

Склад населення комуни за віросповіданням:
| Релігія      | Кількість осіб | Відсоток |
| ------------ | -------------- | -------- |
| православні  | 3205           | 98,2%    |
| старообрядці | 22             | 0,7%     |

## Зовнішні посилання
- Дані про комуну Бреєшть на сайті Ghidul Primăriilor [Архівовано 15 травня 2012 у Wayback Machine.]